# Крепост (шахмат)
В шахмата, крепостта е ендшпилна техника за постигане на реми, при която изоставащата по материал страна създава защитна зона, непробиваема за опонента. Това може да включва държането на вражеския цар извън нечия позиция или пък зона, от която противникът не може да прогони даден играч (вж. примера с офицери на противоположни цветове). Елементарните крепости са позиции, теоретично водещи до реми, при които на дъската има малък брой фигури и една пасивна защита би поддържала равенството.
Повечето крепости имат следните характеристики:
1. Ефективни пешечни пробиви са невъзможни.
2. Ако по-силната страна разполага с пешки, те са блокирани и това не може да бъде променено.
3. Царят на водещия играч не може да проникне, защото или е близо до ръба на дъската, или пътят му е препречен.
4. Позиции с цугцванг не могат да бъдат достигнати, защото защитникът има възможности за изчаквателни ходове.[2]

Крепостите са проблемни за шахматните програми: компютрите не могат да разпознават такъв тип позиции и да печелят срещу тях, макар да „считат“, че разполагат с печелившо предимство.